# Мастерсон, Джозеф
Его Высокопреосвященство архиепископ Джозеф Мастерсон (англ. Joseph Masterson; 29 января 1899, Манчестер, Великобритания — 30 ноября 1953, Бирмингем, Великобритания) — английский прелат Римско-католической церкви, 4-й Архиепископ Бирмингема с 19 марта 1947 до кончины 30 ноября 1953 года. Ранее священник в Епархии Солфэда (1924—1947).

## Ранние годы
Джозеф Мастерсон родился в городе Манчестер, Англия. 27 июля 1924 года (25 лет) рукоположён в сан. Служил главным викарием Епархии Солфэда.

## Церковная карьера

### Архиепископ Бирмингема
Минуя должность епископа сразу объявлен 4-м архиепископом Бирмингема 8 февраля 1947 года (48 лет). Церемонию епископской хиротонии вёл, Архиепископ Вестминстера кардинал Бернард Гриффин, ему сослужил Епископ Солфэда Генри Маршалл и Епископ Соли Гемпфри Брайт. Вступил в должность 19 марта 1947 года. Умер 30 ноября 1953 года, находясь в должности.